# Operación Esfuerzo Activo
La Operación Esfuerzo Activo (en inglés: Operation Active Endeavor) fue una operación marítima de la Organización del Tratado del Atlántico Norte . Operó en el Mar Mediterráneo y fue diseñado para impedir el libre movimiento por este mar de terroristas o armas de destrucción masiva. Tenía beneficios colaterales en cuanto a mayor seguridad del transporte marítimo en general. Fue una de las primeras acciones militares emprendidas por la OTAN en respuesta a una invocación del artículo 5 del Tratado del Atlántico Norte que prevé la defensa colectiva y la primera operación realizada por la Alianza en aplicación directa de la cláusula de defensa del Tratado. En noviembre de 2016 fue reemplazada por la Operación Sea Guardian, que no entra dentro del artículo 5.

## Historia
La operación comenzó el 4 de octubre de 2001 como una de las ocho respuestas de la OTAN a los ataques del 11 de septiembre, aunque no comenzó formalmente hasta el 16 de octubre. Los activos navales de la Fuerza Naval Permanente del Mediterráneo (STANAVFORMED), que participaban en el Ejercicio Destined Glory 2001 frente a la costa sur de España, fueron reasignados para proporcionar una presencia militar inmediata de la OTAN en el Mediterráneo Oriental. Antes de su cese, la operación fue llevada a cabo por varios activos militares de la OTAN, incluido el Grupo Marítimo Permanente 1 de la OTAN (SNMG1) y el Grupo Marítimo Permanente 2 de la OTAN (SNMG2).
El 4 de febrero de 2003, el Consejo del Atlántico Norte (NAC) decidió ampliar la Operación Esfuerzo Activo para incluir la escolta de barcos no militares que viajan a través del estrecho de Gibraltar para mantener la seguridad en la zona y garantizar el tránsito seguro de los barcos aliados designados.
El 29 de abril de 2003, la Fuerza de Trabajo Endeavour comenzó las operaciones de abordaje tras una decisión del NAC para mejorar la eficacia de la actual operación naval contra presuntas actividades terroristas en el Mediterráneo. Las operaciones de abordaje se llevaron a cabo de conformidad con la normativa del derecho internacional y cumplieron con los protocolos. Para el 1 de junio de 2010 se habían abordado más de 160 buques.
Varios submarinos de la clase Ula de la Armada Real de Noruega han sido desplegados en el Mar Mediterráneo en apoyo de la Operación Esfuerzo Activo de la OTAN, donde sus capacidades de recopilación de inteligencia han superado las expectativas. Su disponibilidad operativa resultó ser la más alta de todos los barcos que participaron en la operación.
El 15 de septiembre de 2006, la OTAN autorizó a la fragata rusa Pytliví a participar en la Operación Esfuerzo Activo.
Desde sus inicios, los barcos de Esfuerzo Activo han monitoreado más de 100.000 embarcaciones (hasta junio de 2010) y han realizado abordajes voluntarios (con permiso del capitán) de más de 100. También escoltaron a más de 480 buques a través del Estrecho de Gibraltar entre 2001 y 2004, cuando se suspendió la escolta.
El 4 de diciembre de 2001, los barcos STANAVFORMED Aliseo, Formión y Elrod fueron llamados para ayudar en el rescate de 84 civiles de una plataforma petrolera dañada. En medio de fuertes vientos y mar gruesa, el helicóptero italiano del Aliseo sacó a los 84 trabajadores de la plataforma petrolera en 14 vuelos.
El 2 de enero de 2002, la fragata española Extremadura y el petrolero neerlandés HNLMS Ámsterdam, el buque naval británico HMS Beagle y la Guardia Costera Helénica prestaron apoyo vital a los pasajeros de un barco que se hundía en el Mediterráneo oriental frente a Creta. La tripulación del Beagle reparó el casco con fugas y dañó la propulsión del Aydin Kaptan antes de que el tiempo empeorara y los helicópteros griegos comenzaran a transportar a los niños y mujeres entre los 254 refugiados a bordo y los llevaran a Creta y al Ámsterdam. El 3 de enero de 2002, el Aydin Kaptan fue remolcado por un pesquero griego, escoltado por las SNFL (Standing Naval Forces Atlantic), hasta aguas territoriales griegas.
Mientras llevaban a cabo operaciones antiterroristas en el Mar Mediterráneo, los barcos asignados a la Operación Esfuerzo Activo también han ayudado al gobierno griego en la prevención de la inmigración ilegal. El 23 de marzo de 2006, las fuerzas de la OTAN alertaron a la Guardia Costera Helénica sobre un buque llamado MV Crystal . Las unidades de la guardia costera interceptaron el barco y arrestaron al capitán y a la tripulación que intentaban contrabandear a 126 inmigrantes ilegales. 
El Vicealmirante Roberto Cesaretti continuó afirmando: «Aunque este evento se relaciona con criminales, también hay un mensaje para los terroristas aquí: los estamos buscando y cuando los encontremos, no habrá lugar donde esconderse». 
En una entrevista con el Contraalmirante Richard Leaman OBE, Jefe de Estado Mayor del Comando del Componente Marítimo Aliado - Nápoles en junio de 2006, se le dijo a Jane's Navy International que el número de fragatas involucradas en la operación se había reducido sistemáticamente, con ahora sólo tres permanentes. fragatas que patrullan el Mediterráneo, dos corbetas de reserva de Grecia y Turquía y una pequeña fuerza de submarinos.  Sin embargo, durante las operaciones de refuerzo, el número aparentemente puede aumentar a 16 barcos con fuerzas de los Grupos Marítimos Permanentes 1 y 2 de la OTAN.
Otros países del Diálogo Mediterráneo expresaron interés en colaborar en la OAE. El 2 de junio de 2008 se completó un EOL con Marruecos. Le siguió, el 22 de octubre de 2009, un Memorando de Entendimiento Táctico que define las modalidades de participación de Marruecos en la operación.
El 26 de marzo de 2008 se completó un EOL con Georgia. El TMOU relacionado se firmó el 28 de abril de 2010.
Aprovechando la experiencia adquirida a lo largo de los años, la operación ahora se basa en red y ya no depende de unidades asignadas permanentemente. Sin embargo, continúa realizando operaciones de «intensidad» y sigue preparado para realizar inspecciones en el mar. Las nuevas tecnologías, la explotación de los avances en las capacidades de vigilancia e intercambio de información, una cooperación más estrecha y el intercambio de información con los países del Diálogo Mediterráneo (MD) y la Asociación para la Paz (PfP) han permitido comenzar la transición de una operación basada en plataformas a una operación basada en redes. Una combinación de operaciones de refuerzo y unidades de reserva reemplazará a las fuerzas desplegadas permanentemente. Se mejorará el intercambio de información entre los países contribuyentes de la OTAN y los que no pertenecen a la OTAN, los organismos encargados de hacer cumplir la ley, las organizaciones internacionales y las organizaciones no gubernamentales.
El HMCS Vancouver se desplegó en Op Sirius, la contribución canadiense, en noviembre de 2011 mientras seguía su misión en la Operación Protector Unificado.
La Operación Esfuerzo Activo cambió el mando del Comando de Fuerzas Conjuntas (JFC), Nápoles, al Cuartel General del Comando Marítimo (HQ MARCOM), en Northwood, Reino Unido, en febrero de 2013.
En la Cumbre de Varsovia de julio de 2016, los líderes de la OTAN acordaron hacer la transición de la Operación Esfuerzo Activo a una operación de seguridad marítima no contemplada en el Artículo 5, que se denominaría Operación Sea Guardian. La Operación Sea Guardian se lanzó formalmente el 9 de noviembre de 2016, marcando el final de Esfuerzo Activo. Tiene un mandato más amplio, que incluye la conciencia de la situación marítima, la libertad de navegación, la interdicción marítima, la lucha contra la proliferación de armas de destrucción masiva, la protección de infraestructuras críticas, la lucha contra el terrorismo en el mar y el desarrollo de capacidades en materia de seguridad marítima.